# Fryderyk za album roku rock & blues
Fryderyk za album roku rock & blues – polska nagroda muzyczna Fryderyk, przyznawana corocznie w latach 1995–2012 i ponownie od 2015 w sekcji muzyki rozrywkowej w kategorii album roku rock & blues. Honoruje wykonawców, a w latach 2015–2019 dodatkowo producentów muzycznych, za album rockowy lub bluesowy. Fryderyki są przyznawane od 1995 przez Związek Producentów Audio-Video (ZPAV) za osiągnięcia w rodzimym przemyśle muzycznym. Od 2000 za wyłanianie nominowanych, a następnie laureatów odpowiedzialna jest powołana przez ZPAV Akademia Fonograficzna.
W edycjach 2013 i 2014 kategoria nie istniała ze względu na wprowadzenie międzygatunkowej kategorii album roku, jednak w edycji 2015 powróciła. Od edycji 2025 regulamin precyzuje, że obejmuje podgatunki: hard rock, rock alternatywny, punk rock, post-punk, nowa fala i rock progresywny.
Kategoria nazywała się:
- najlepszy album rock / pop w edycji 1994 (wówczas honorowała również albumy popowe, które w kolejnych latach otrzymały własną kategorię, album roku pop),
- album roku rock w edycjach od 1995 do 1999, 2001 do 2004, 2009 do 2012, 2019 do 2021, 2023 i 2024 (wówczas honorowała tylko albumy rockowe),
- album roku rock / pop-rock w edycji 2000 (wówczas honorowała również albumy pop-rockowe),
- album roku rock / metal w edycjach 2005 do 2008 i 2022 (wówczas honorowała również albumy metalowe[a]),
- album roku rock (w tym hard, metal, punk) w edycjach 2015 do 2018 (wówczas honorowała również albumy hard rockowe, metalowe[a] i punk rockowe),
- album roku rock & blues od edycji 2025, kiedy zaczęła obejmować także blues[b].

Najwięcej nominacji (14) i nagród (8) w kategorii otrzymał Jacek Chrzanowski. Hey wygrał 6 nagród, Coma i Edyta Bartosiewicz po 4, zaś Dezerter, Emade, Lao Che, Myslovitz i O.N.A. po 2.

## Laureaci i nominowani

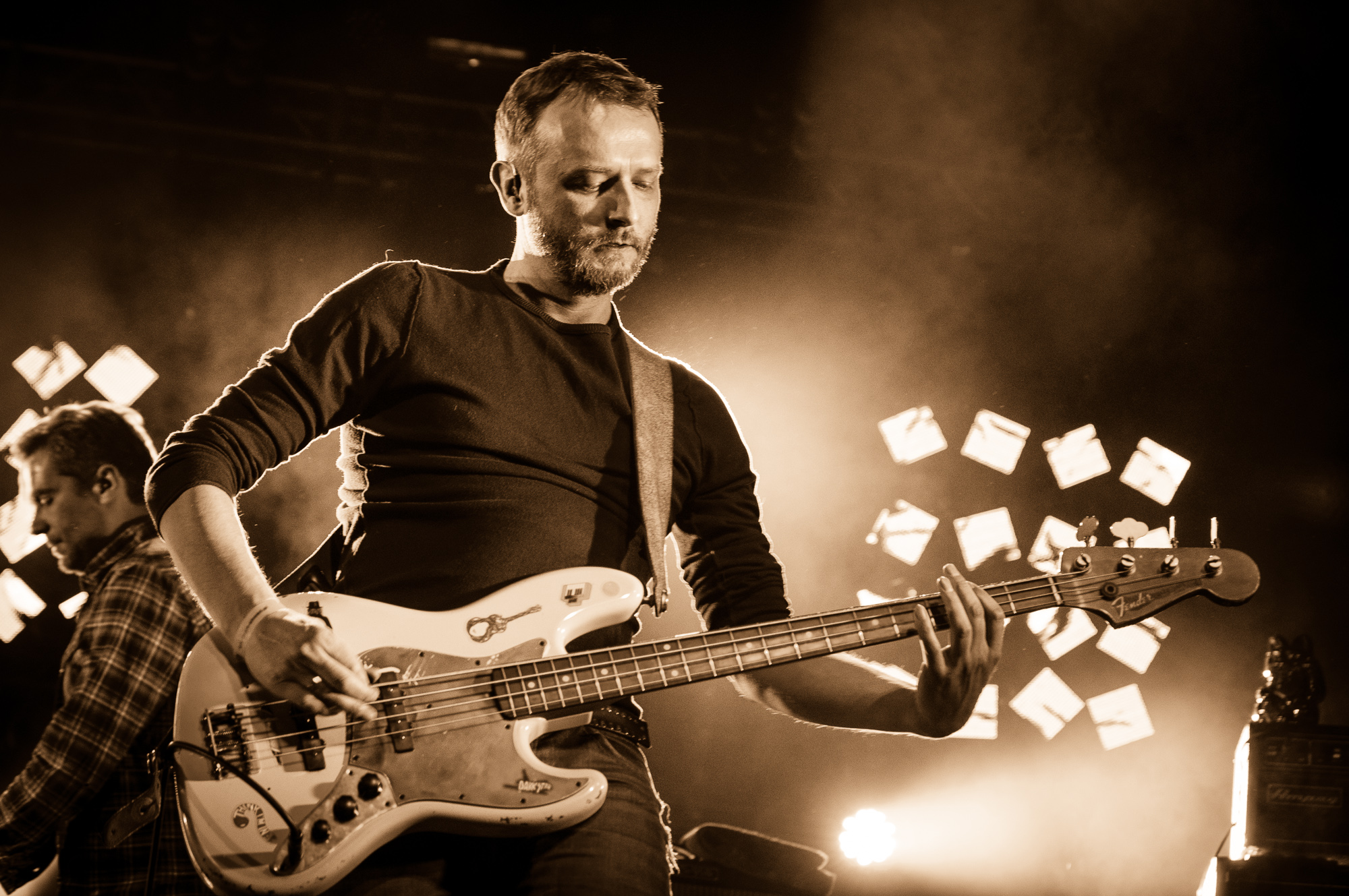
Jacek Chrzanowski, rekordowy ośmiokrotny laureat (z Hey w 2001, 2003, 2005, 2008, 2010 i 2018, z Dezerterem w 2011 i 2023), rekordowo 14-krotnie nominowany

| Rok                                       | Nagrodzony album                                    | Nagrodzeni artyści                             | Pozostałe nominacje | Źr.                        |
| Najlepszy album rock / pop                | Najlepszy album rock / pop                          | Najlepszy album rock / pop                     | Najlepszy album rock / pop | Najlepszy album rock / pop |
| ----------------------------------------- | --------------------------------------------------- | ---------------------------------------------- | --- | -------------------------- |
| 1994                                      | Sen                                                 | Edyta Bartosiewicz                             | - Emu – Varius Manx - Ho! – Hey - Róża – Maanam - Zapłacono – Voo Voo | [ 5 ]                      |
| Album roku rock                           |                                                     |                                                | |                            |
| 1995                                      | Szok’n’Show                                         | Edyta Bartosiewicz                             | - ? – Hey - Modlishka – O.N.A. - Rapatapa-to-ja – Voo Voo - Solo – Robert Gawliński | [ 6 ]                      |

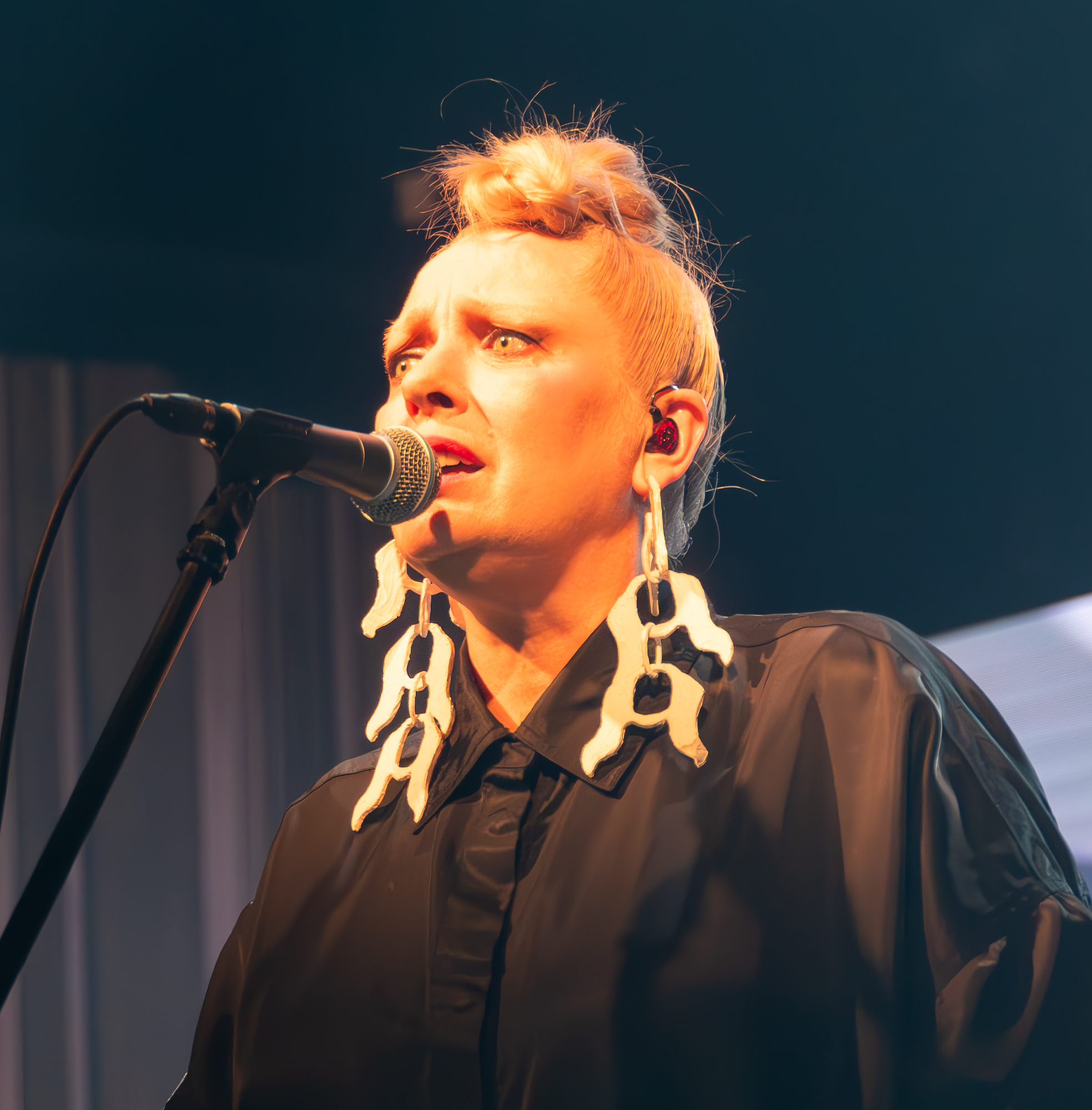
Katarzyna Nosowska, sześciokrotna laureatka z Hey (w 2001, 2003, 2005, 2008, 2010 i 2018), 13-krotnie nominowana (jako solistka, z Hey i Yugoton)

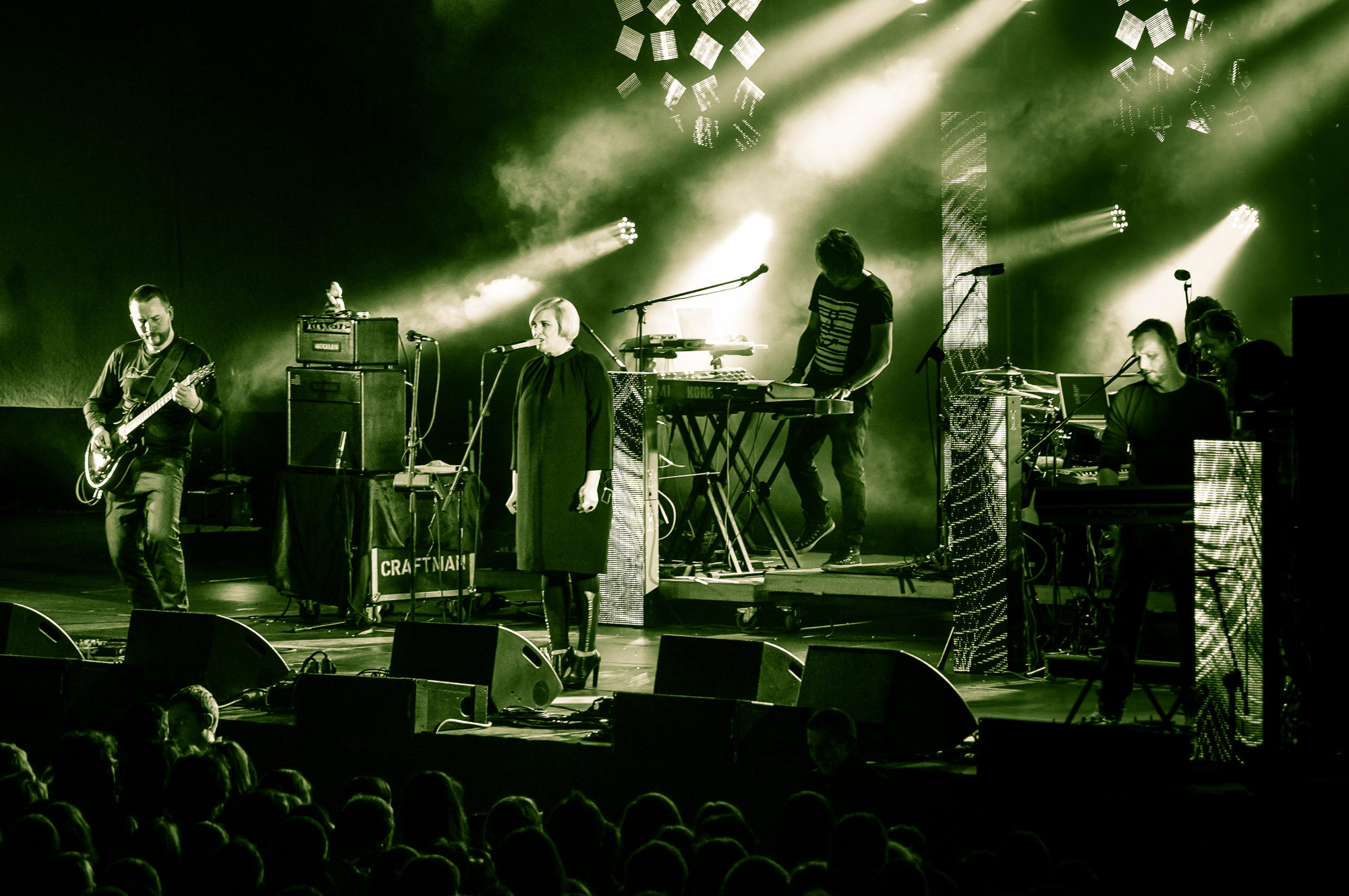
Hey, sześciokrotni laureaci (w 2001, 2003, 2005, 2008, 2010 i 2018), 11-krotnie nominowani

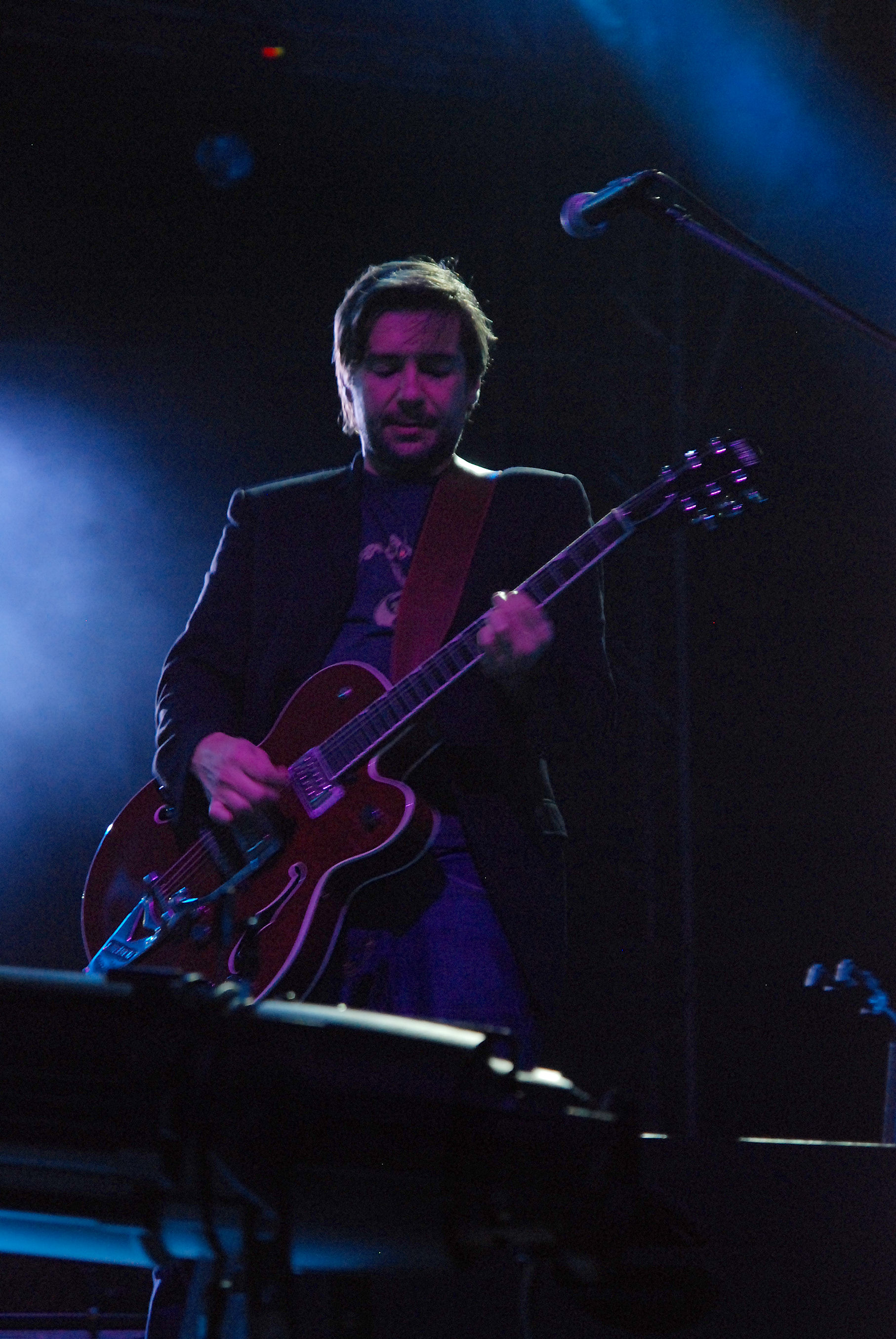
Paweł Krawczyk, sześciokrotny laureat z Hey (w 2001, 2003, 2005, 2008, 2010 i 2018), dziewięciokrotnie nominowany (z Hey i Houk)

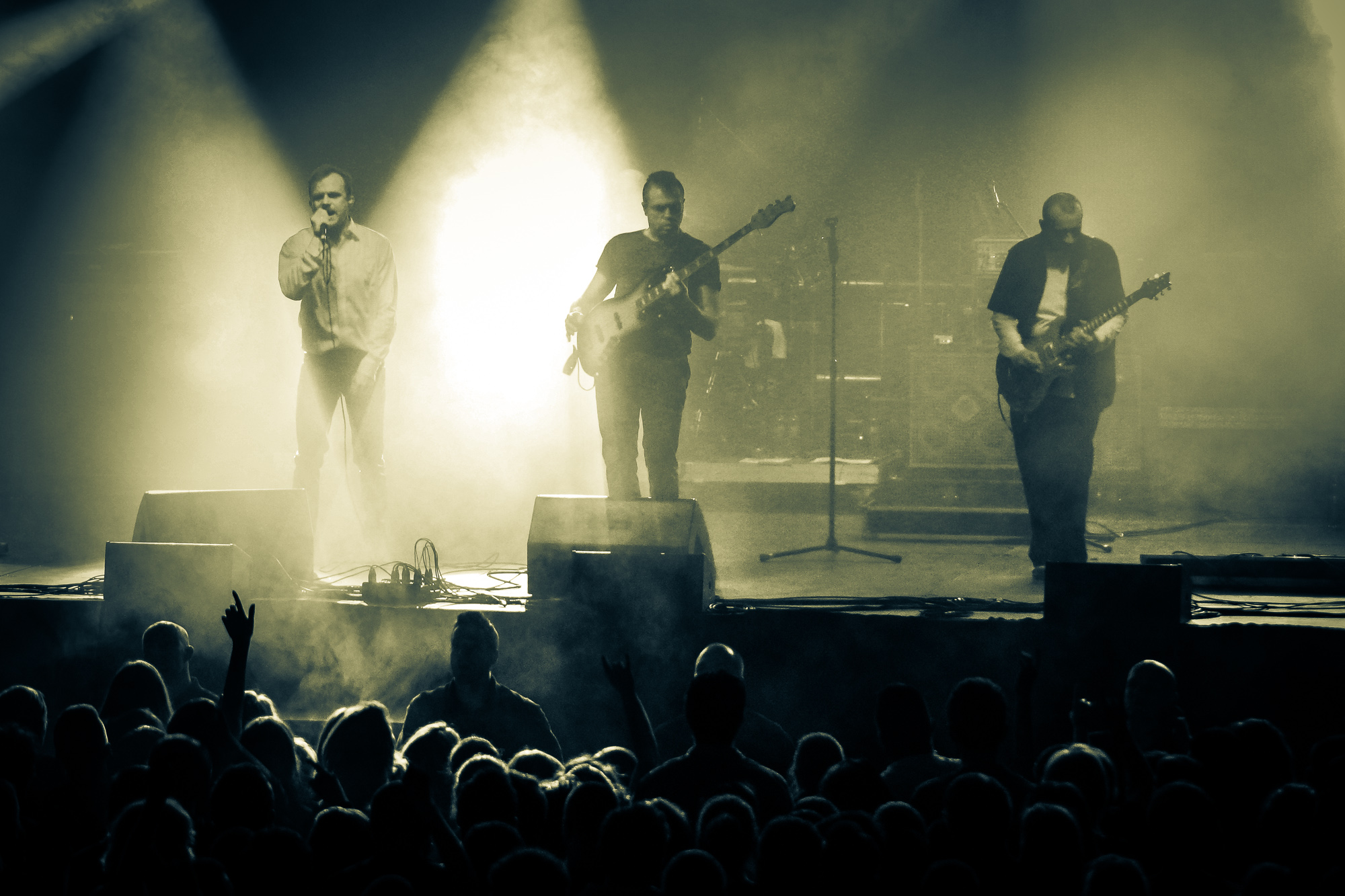
Coma, czterokrotni laureaci (w 2004, 2006, 2009 i 2012), pięciokrotnie nominowani

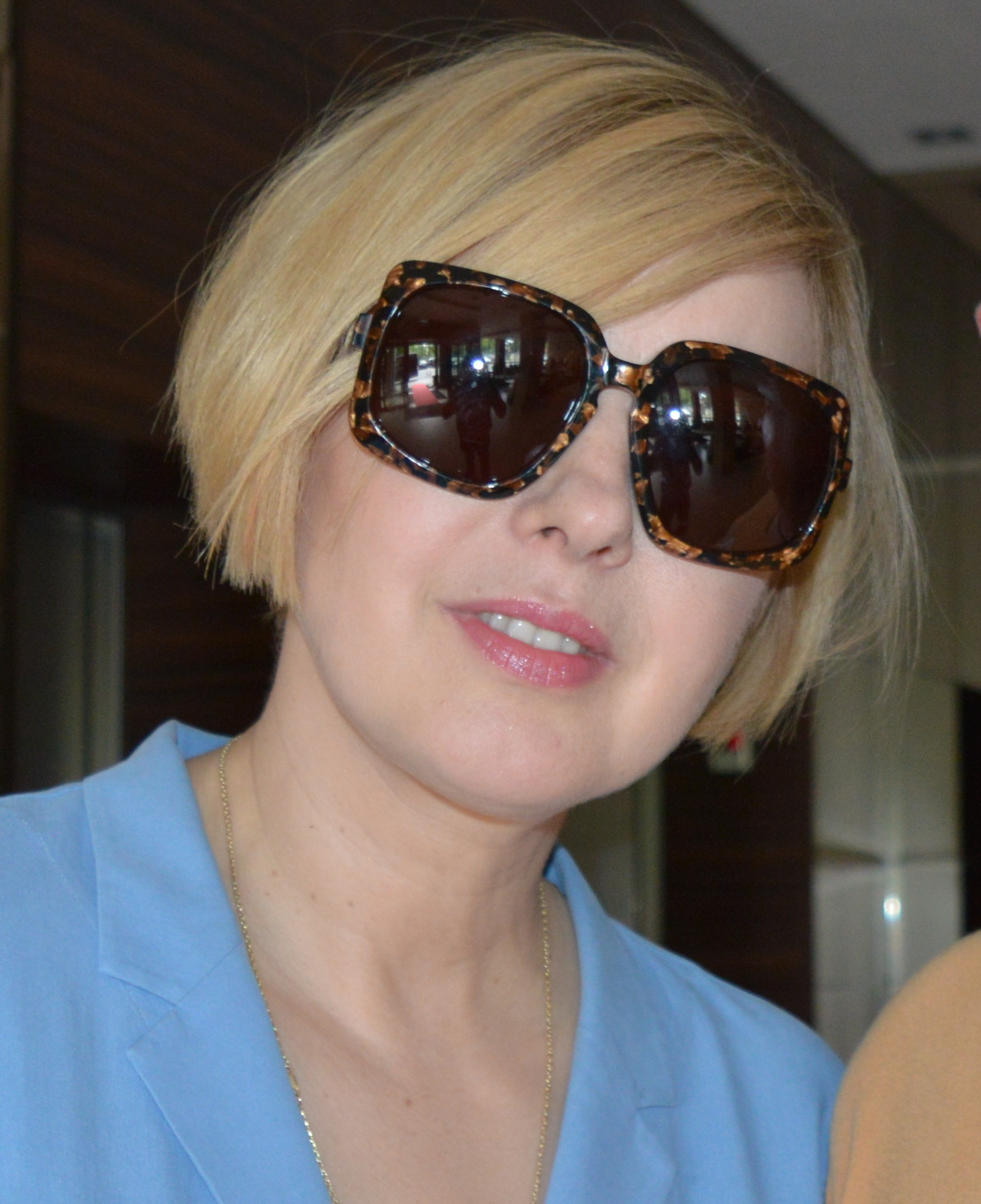
Edyta Bartosiewicz, czterokrotna laureatka (w 1994, 1995, 1997 i 2021), pięciokrotnie nominowana

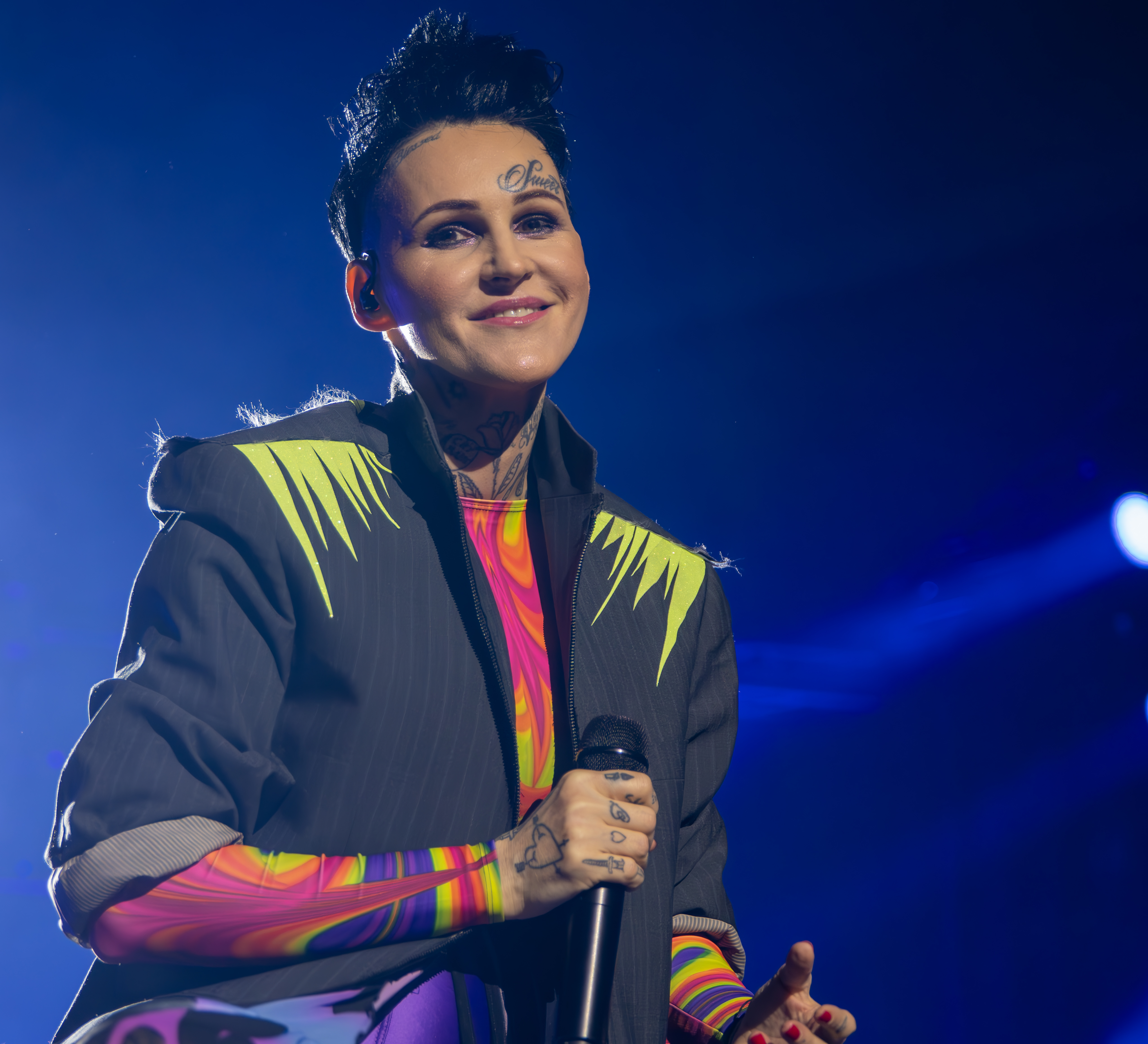
Agnieszka Chylińska, dwukrotna laureatka z O.N.A. (w 1996 i 1998), ośmiokrotnie nominowana (z Chylińską i O.N.A.)

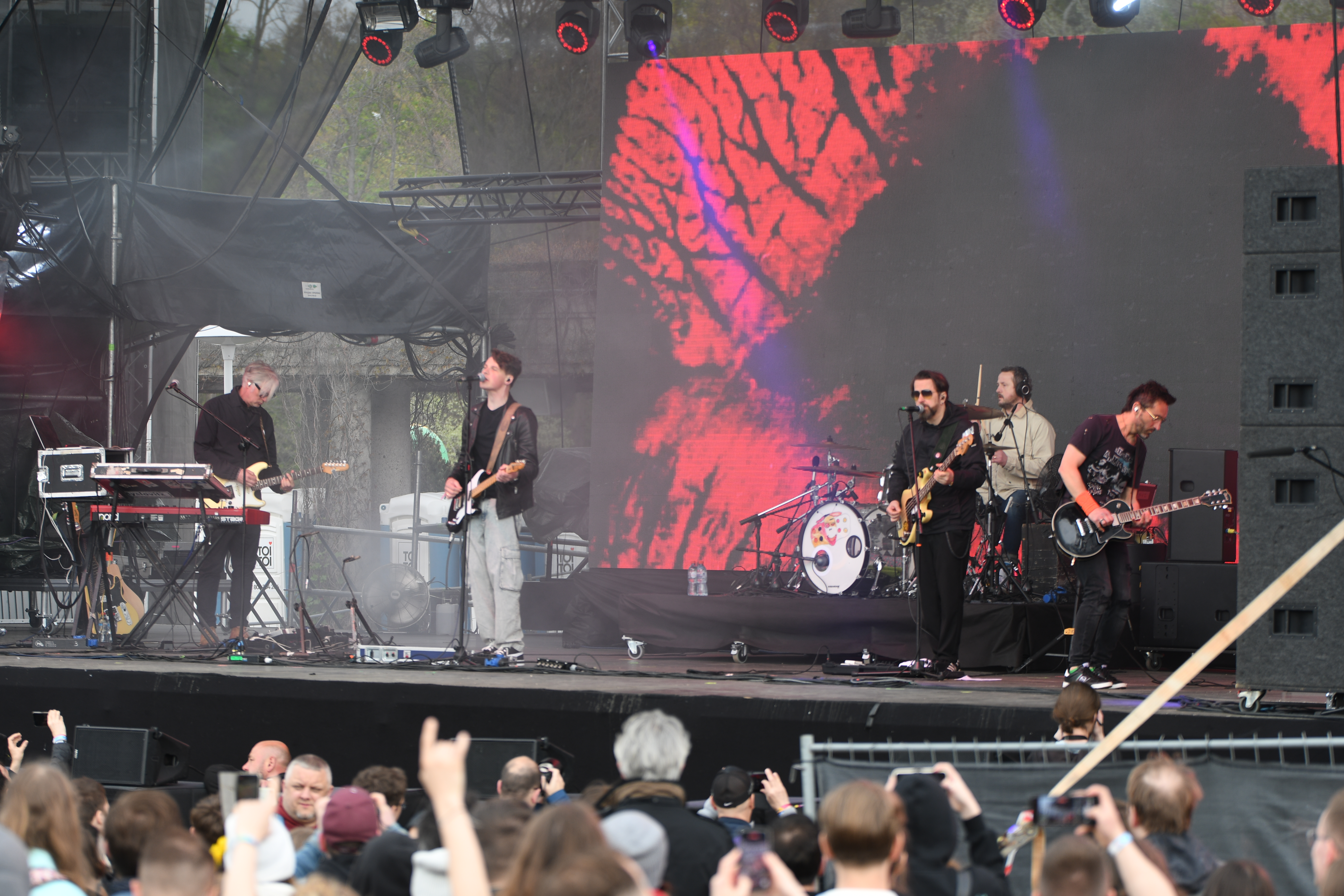
Myslovitz, dwukrotni laureaci (w 1999 i 2002), siedmiokrotnie nominowani

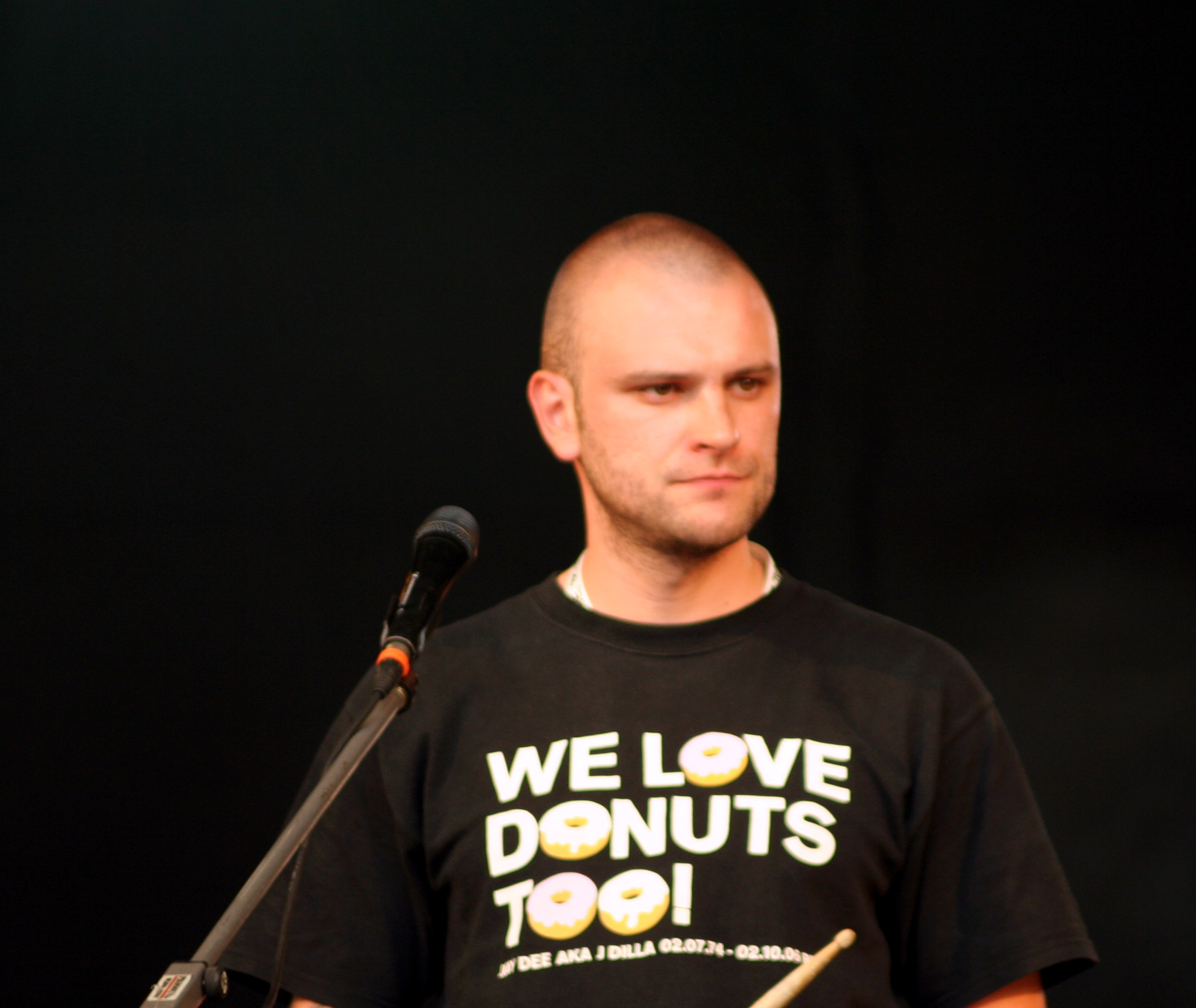
Emade, dwukrotny laureat jako producent (w 2016 i 2019), czterokrotnie nominowany (z Kim Nowak i jako producent)

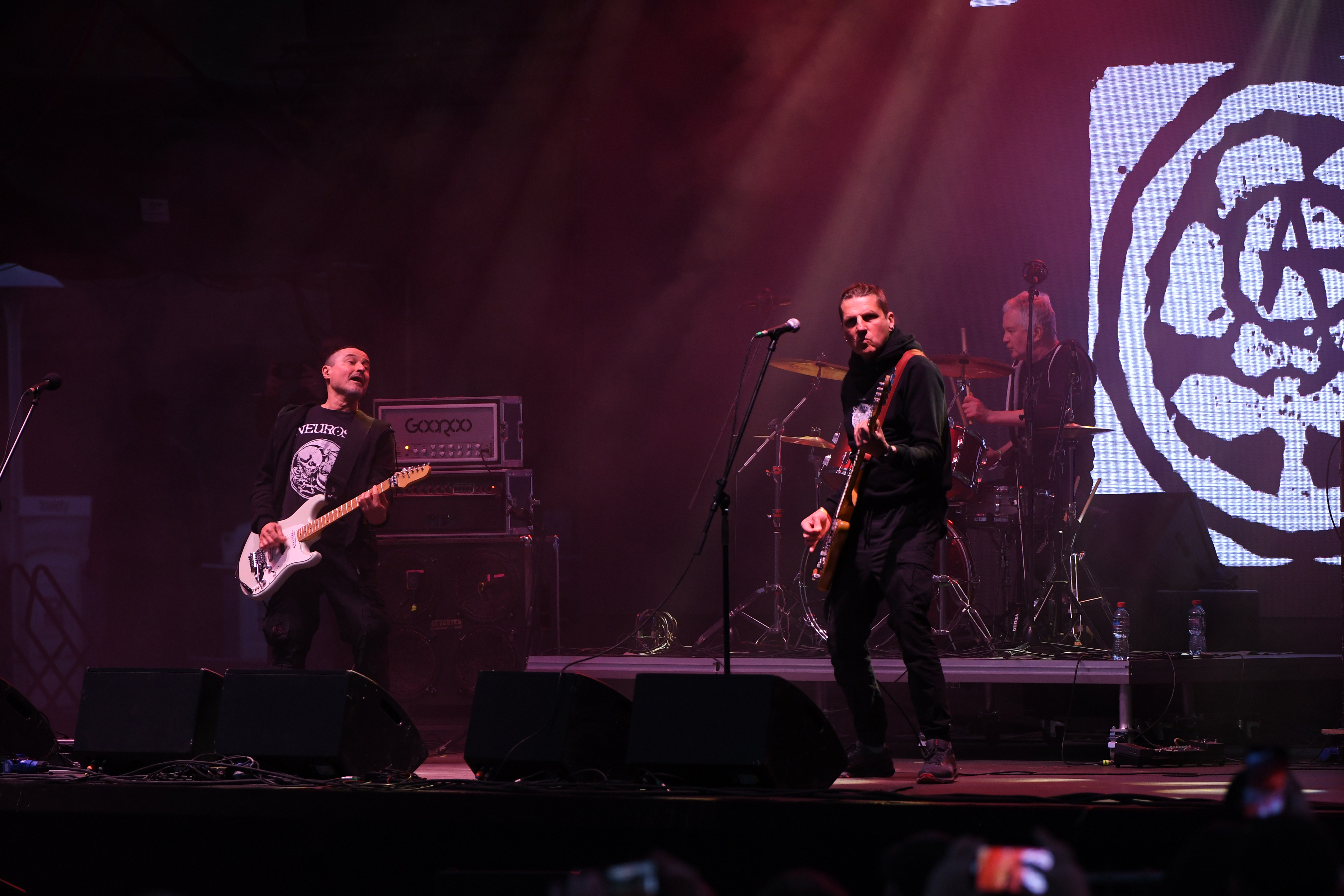
Dezerter, dwukrotni laureaci i dwukrotnie nominowani (w 2011 i 2023)

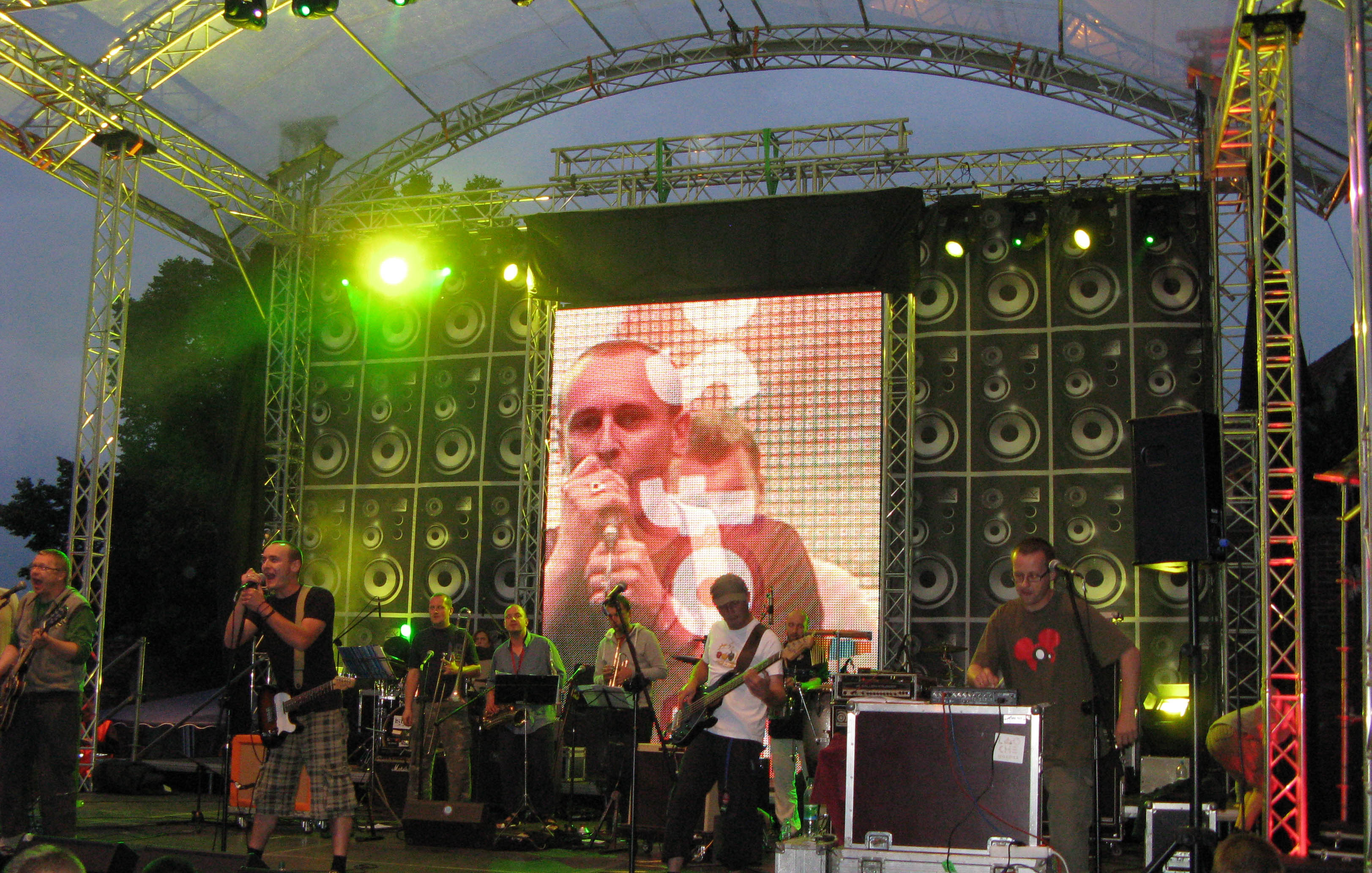
Lao Che, dwukrotni laureaci i dwukrotnie nominowani (w 2016 i 2019)

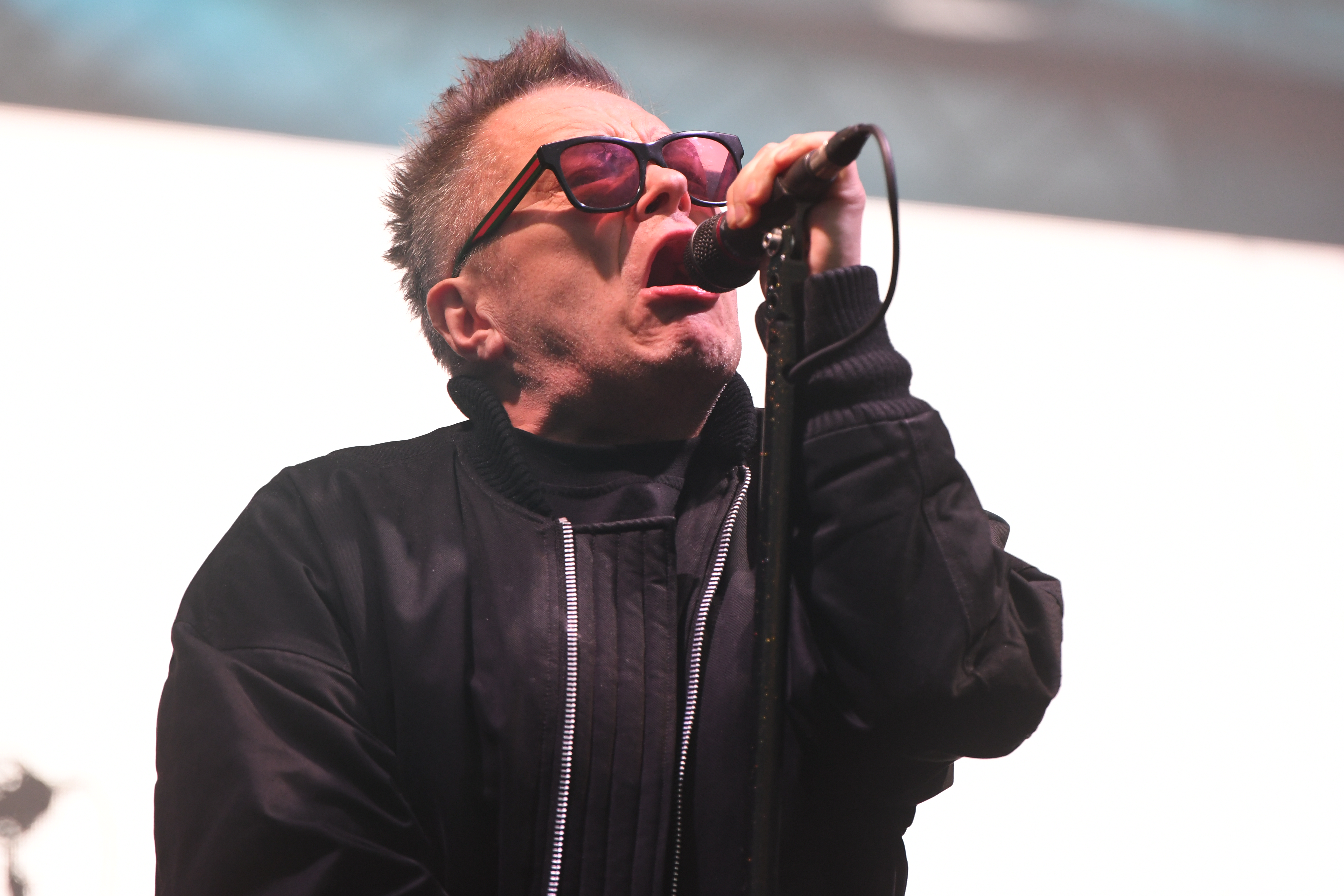
Muniek Staszczyk, laureat w 2020, 10-krotnie nominowany (jako solista, z T.Love i jako producent)

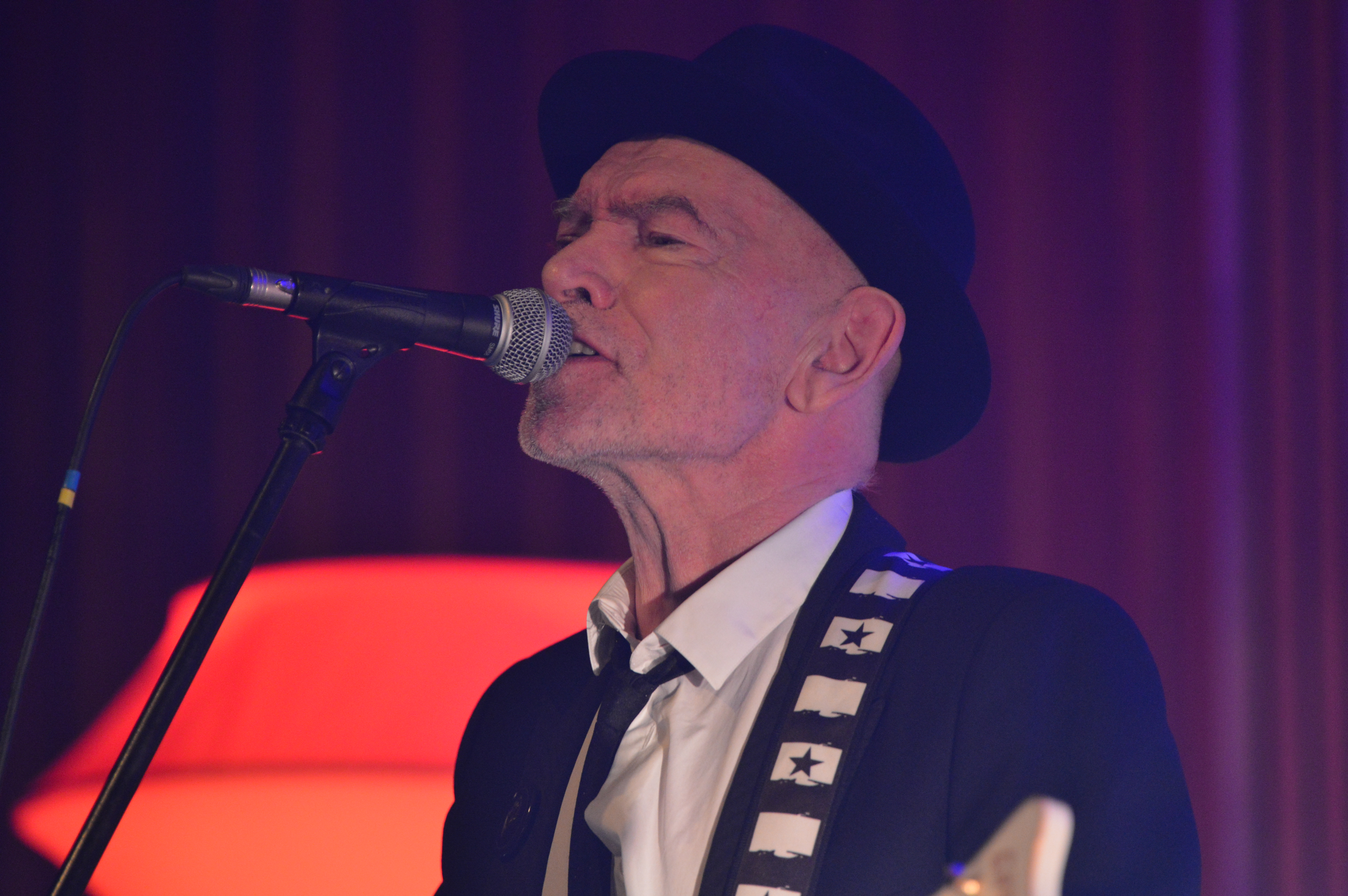
Wojciech Waglewski, dziewięciokrotnie nominowany (jako solista, z Voo Voo i jako producent)

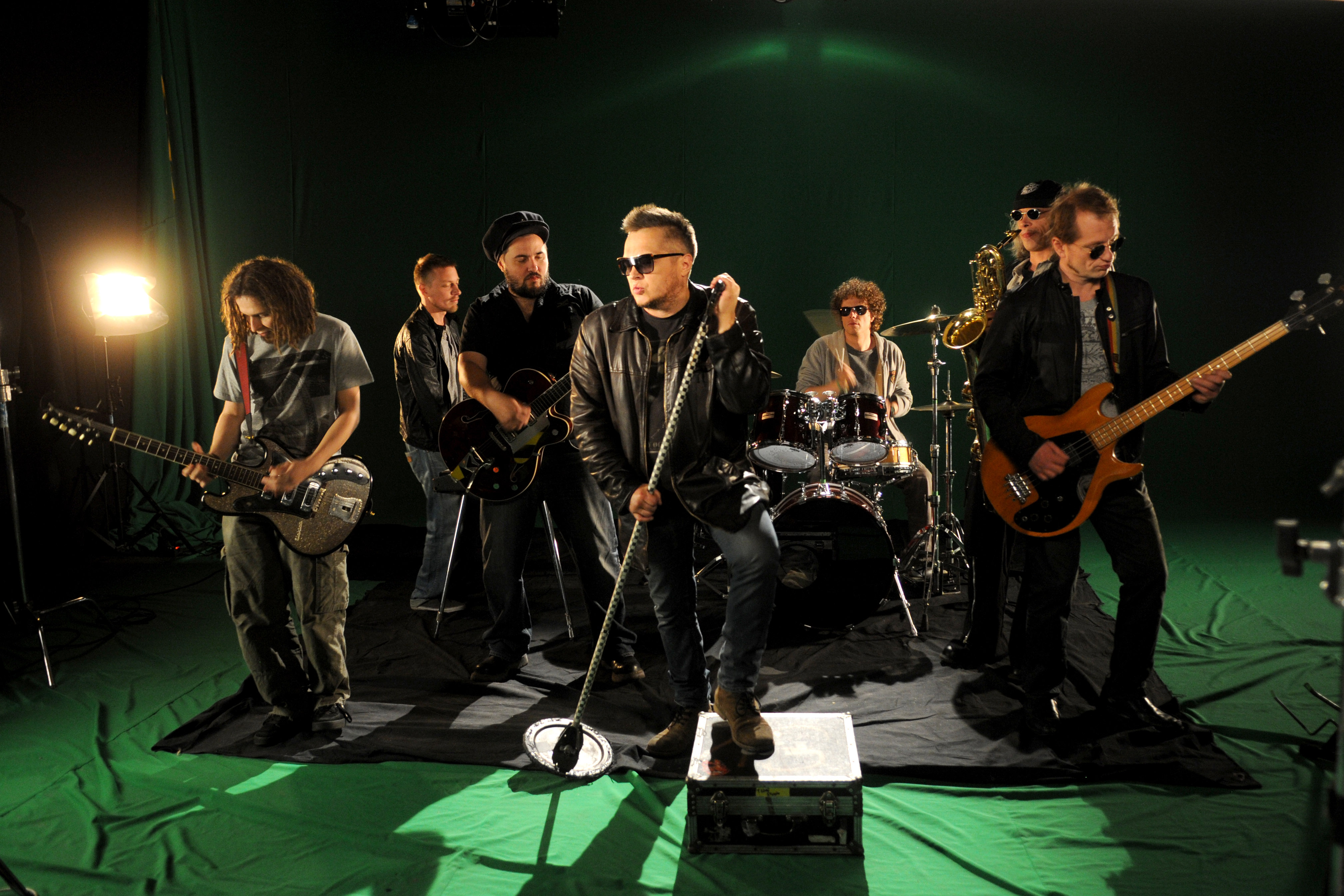
T.Love, ośmiokrotnie nominowani

| 1996                                      | Bzzzzz                                              | O.N.A.                                         | - Al Capone – T.Love - Homo Twist – Homo Twist - puk.puk – Nosowska - The State of Mind Report – Acid Drinkers | [ 7 ]                      |
| 1997                                      | Dziecko                                             | Edyta Bartosiewicz                             | - 12 groszy – Kazik - Chłopaki nie płaczą – T.Love - Nic nie boli, tak jak życie – Budka Suflera - Z rozmyślań przy śniadaniu – Myslovitz | [ 8 ]                      |
| 1998                                      | T.R.I.P.                                            | O.N.A.                                         | - Masakra – Republika - Oov Oov – Voo Voo - Ostateczny krach systemu korporacji – Kult - Wodospady – Edyta Bartosiewicz | [ 9 ]                      |
| 1999                                      | Miłość w czasach popkultury                         | Myslovitz                                      | - Antyidol – T.Love - Hey – Hey - Pieprz – O.N.A. - Śmigło – Perfect | [ 10 ]                     |
| Album roku rock / pop-rock                |                                                     |                                                | |                            |
| 2000                                      | Szklanka wody                                       | Bajm                                           | - 5 – Kasia Kowalska - Bal wszystkich świętych – Budka Suflera - Extra Pan – Houk - Hołdys.com – Zbigniew Hołdys | [ 11 ]                     |
| Album roku rock                           |                                                     |                                                | |                            |
| 2001                                      | [sic!]                                              | Hey                                            | - Model 01 – T.Love - Mrok – O.N.A. - Płyta z muzyką – Voo Voo - Yugoton – Yugoton | [ 12 ]                     |
| 2002                                      | Korova Milky Bar                                    | Myslovitz                                      | - Antidotum – Kasia Kowalska - Tu i teraz – Ira - Perfect Symfonicznie – Perfect - Republika – Republika | [ 13 ]                     |
| 2003                                      | Music Music                                         | Hey                                            | - Koncertowy – Hey - Pocałunek mongolskiego księcia – Armia - T.Live – T.Love - Testosterone – Tosteer | [ 14 ]                     |
| 2004                                      | Pierwsze wyjście z mroku                            | Coma                                           | - Ogień – Ira - Piracka płyta – Kukiz i Piersi - Ptaky – Ptaky - Winna – Chylińska | [ 15 ]                     |
| Album roku rock / metal                   |                                                     |                                                | |                            |
| 2005                                      | Echosystem                                          | Hey                                            | - Fobrock – Bracia - Skalary, mieczyki, neonki – Myslovitz - Twarze – Milczenie Owiec - Ultima Thule – Armia | [ 16 ]                     |
| 2006                                      | Zaprzepaszczone siły wielkiej armii świętych znaków | Coma                                           | - 2006 – Cool Kids of Death - B.E.T.H. – B.E.T.H - I Hate Rock’n’Roll – T.Love - Impressions in Blood – Vader | [ 17 ]                     |
| 2008                                      | MTV Unplugged                                       | Hey                                            | - Apteka – Apteka - Bloo – Lipali - Don’t Panic! We’re From Poland – Tymon & The Transistors - The Apostasy – Behemoth | [ 18 ]                     |
| Album roku rock                           |                                                     |                                                | |                            |
| 2009                                      | Hipertrofia                                         | Coma                                           | - Hey Jimi. Polskie Gitary grają Hendrixa – Jan Borysewicz, Leszek Cichoński, Zbigniew Hołdys, Mieczysław Jurecki, Wojciech Klich, Jacek Królik, Marek Raduli, Sebastian Riedel, Jerzy Styczyński, Ryszard Sygitowicz, Krzysztof Ścierański i Wojciech Waglewski - Matematyk – Homo Twist - Take Off – Renton - Zre nas konsumpcja – De Press | [ 19 ]                     |
| 2010                                      | Miłość! Uwaga! Ratunku! Pomocy!                     | Hey                                            | - Cztery – Ocean - Der Prozess – Armia - Trio – Lipali - MTV Unplugged – Wilki | [ 20 ]                     |
| 2011                                      | Prawo do bycia idiotą                               | Dezerter                                       | - Kim Nowak – Kim Nowak - Muniek – Muniek Staszczyk - Wszyscy muzycy to wojownicy – Voo Voo - XXX – Perfect | [ 21 ]                     |
| 2012 (remis)                              | Czerwony album                                      | Coma                                           | - Bar La Curva / Plamy na słońcu – Kazik na Żywo - Nieważne jak wysoko jesteśmy… – Myslovitz - Noże – Deriglasoff | [ 22 ]                     |
| 2012 (remis)                              | Luxtorpeda                                          | Luxtorpeda                                     | - Bar La Curva / Plamy na słońcu – Kazik na Żywo - Nieważne jak wysoko jesteśmy… – Myslovitz - Noże – Deriglasoff | [ 22 ]                     |
| Album roku rock (w tym hard, metal, punk) |                                                     |                                                | |                            |
| 2015                                      | Prąd                                                | Natalia Przybysz - produkcja: Jerzy Zagórski   | - A morał tej historii mógłby być taki, mimo że cukrowe, to jednak buraki – Luxtorpeda - produkcja: Luxtorpeda - Głupi – Ørganek - produkcja: Tomasz Organek - Ruby Dress Skinny Dog – Curly Heads - produkcja: Daniel Walczak - The Satanist – Behemoth - produkcja: Behemoth, Wojciech i Sławomir Wiesławscy i Daniel Bergstrand            | [ 23 ]                     |
| 2016                                      | Dzieciom                                            | Lao Che - produkcja: Emade                     | - Fasady – Lipali - produkcja: Szymon Sieńko i Tomasz „Lipa” Lipnicki - Love, Fear and the Time Machine – Riverside - produkcja: Mariusz Duda, Magda Srzednicka i Robert Srzednicki - To, czego pragniesz – Tomasz Lipiński - produkcja: Tomasz Lipiński - Placówka ’44 – Voo Voo i goście - produkcja: Wojciech Waglewski                    | [ 24 ]                     |
| 2017                                      | Czarna Madonna                                      | Ørganek - produkcja: Jacek Antosik i Ørganek   | - Błysk – Hey - produkcja: Marcin Bors - Mywaswynas – Luxtorpeda - produkcja: Luxtorpeda - T.Love – T.Love - produkcja: Maciej Majchrzak - współprodukcja: Jacek Gawłowski i Muniek Staszczyk - Złoto – Krzysztof Zalewski - produkcja: Krzysztof Zalewski                                                                                    | [ 25 ]                     |
| 2018                                      | CDN                                                 | Hey - produkcja: Leszek Kamiński i Marcin Bors | - Anticult – Decapitated - produkcja: Wacław Kiełtyka - Metal Ballads vol. 1 – Coma - produkcja: Paweł Cieślak i Coma - Zmartwychwstaniemy – Dr Misio - produkcja: Kuba Galiński - 1994 – Jamal - produkcja: Marcin Bors | [ 26 ]                     |
| Album roku rock                           |                                                     |                                                | |                            |
| 2019                                      | Wiedza o społeczeństwie                             | Lao Che - produkcja: Emade i Wieża             | - Anhedonia – Illusion - produkcja: Illusion i Szymon Sieńko - Poliamoria – Limboski - produkcja: Marcin Bors - Ultramagnetic – Power of Trinity - produkcja: A_GIM - Wasteland – Riverside - produkcja: Mariusz Duda, Magda Srzednicka i Robert Srzednicki                                                                                   | [ 27 ]                     |
| 2020                                      | Syn miasta                                          | Muniek Staszczyk                               | - III – Lion Shepherd - Głodny – Sonbird - Philosophia – Wojtek Mazolewski i John Porter - Za niebawem – Voo Voo | [ 28 ]                     |
| 2021                                      | Ten moment                                          | Edyta Bartosiewicz                             | - Anno Domini MMXX – Luxtorpeda - Ladies and Gentlemen on Acid – Acid Drinkers i różni wykonawcy - Live Pol’and’Rock 2019 – Majka Jeżowska - Strach XXI wieku – Dr Misio | [ 29 ]                     |
| Album roku rock / metal                   |                                                     |                                                | |                            |
| 2022                                      | Szaroróżowe                                         | Muchy                                          | - ATAK – WaluśKraksaKryzys - Dziwna wiosna – Dziwna Wiosna - Kłamstwo to nowa prawda – Dezerter - Na razie stoję, na razie patrzę – Ørganek | [ 30 ]                     |
| Album roku rock                           |                                                     |                                                | |                            |
| 2023                                      | 1986, co będzie jutro?                              | Dezerter                                       | - Hau! hau! – T.Love - Never Ending Sorry – Agnieszka Chylińska - Piękno. Tribute to Breakout – Rita Pax - Premiera – Voo Voo | [ 31 ]                     |
| 2024                                      | + piekło + niebo +                                  | WaluśKraksaKryzys                              | - Chory na Polskę – Dr Misio - ID.Entity – Riverside - My – Kim Nowak - Wszystkie narkotyki świata – Myslovitz | [ 32 ]                     |
| Album roku rock & blues                   |                                                     |                                                | |                            |
| 2025                                      | Zgłowy                                              | Zalewski                                       | - 30 lat Agnieszki Chylińskiej – Kiedyś do ciebie wrócę – Agnieszka Chylińska - Instant Rewards – Tides From Nebula - Origami – Cool Kids of Death - Wieczorami chłopcy wychodzą na ulice – Myslovitz | [ 33 ]                     |

## Statystyki
| Liczba | Osoba/zespół       | Lata                                           |
| ------ | ------------------ | ---------------------------------------------- |
| 8      | Jacek Chrzanowski  | 2001, 2003, 2005, 2008, 2010, 2011, 2018, 2023 |
| 6      | Hey                | 2001, 2003, 2005, 2008, 2010, 2018             |
| 4      | Coma               | 2004, 2006, 2009, 2012                         |
| 4      | Edyta Bartosiewicz | 1994, 1995, 1997, 2021                         |
| 2      | Dezerter           | 2011, 2023                                     |
| 2      | Emade              | 2016, 2019                                     |
| 2      | Lao Che            | 2016, 2019                                     |
| 2      | Myslovitz          | 1999, 2002                                     |
| 2      | O.N.A.             | 1996, 1998                                     |

| Liczba | Osoba/zespół        | Lata                                                                              |
| ------ | ------------------- | --------------------------------------------------------------------------------- |
| 14     | Jacek Chrzanowski   | 1994, 1995, 1999, 2001, 2003 (×2), 2005, 2008, 2010, 2011, 2017, 2018, 2022, 2023 |
| 13     | Katarzyna Nosowska  | 1994, 1995, 1996, 1999, 2001 (×2), 2003 (×2), 2005, 2008, 2010, 2017, 2018        |
| 11     | Hey                 | 1994, 1995, 1999, 2001, 2003 (×2), 2005, 2008, 2010, 2017, 2018                   |
| 10     | Muniek Staszczyk    | 1996, 1997, 1999, 2001, 2003, 2006, 2011, 2017, 2020, 2023                        |
| 9      | Paweł Krawczyk      | 2000, 2001, 2003 (×2), 2005, 2008, 2010, 2017, 2018                               |
| 9      | Wojciech Waglewski  | 1994, 1995, 1998, 2001, 2009, 2011, 2016, 2020, 2023                              |
| 8      | Agnieszka Chylińska | 1995, 1996, 1998, 1999, 2001, 2004, 2023, 2025                                    |
| 8      | T.Love              | 1996, 1997, 1999, 2001, 2003, 2006, 2017, 2023                                    |
| 8      | Voo Voo             | 1994, 1995, 1998, 2001, 2011, 2016, 2020, 2023                                    |
| 7      | Krzysztof Kmiecik   | 2003, 2005, 2010, 2012, 2015, 2017, 2021                                          |
| 7      | Maciej Majchrzak    | 1996, 1997, 1999, 2001, 2003, 2006, 2017                                          |
| 7      | Myslovitz           | 1997, 1999, 2002, 2005, 2012, 2024, 2025                                          |
| 6      | Robert Friedrich    | 1996, 2012 (×2), 2015, 2017, 2021                                                 |
| 6      | Wojciech Horny      | 1995, 1996, 1998, 1999, 2001, 2004                                                |
| 6      | Zbigniew Kraszewski | 1995, 1996, 1998, 1999, 2001, 2004                                                |
| 5      | Coma                | 2004, 2006, 2009, 2012, 2018                                                      |
| 5      | Edyta Bartosiewicz  | 1994, 1995, 1997, 1998, 2021                                                      |
| 5      | O.N.A.              | 1995, 1996, 1998, 1999, 2001                                                      |
| 5      | Tomasz Krzyżaniak   | 2010, 2012, 2015, 2017, 2021                                                      |